# Rheotanytarsus rivulophilus
Rheotanytarsus rivulophilus är en tvåvingeart som beskrevs av Kawai och Sasa 1985. Rheotanytarsus rivulophilus ingår i släktet Rheotanytarsus och familjen fjädermyggor. Inga underarter finns listade i Catalogue of Life.